# Alonso Fernández de Heredia
Alonso Fernández de Heredia fue un político y militar aragonés y español del siglo XVIII, nacido en Cetina. Fue Capitán General de la Florida, de Yucatán y más tarde de Guatemala, bajo el reinado de Fernando VI y de Carlos III.

## Datos históricos sobre su gubernatura en Yucatán
Llegó a la Capitanía General de Yucatán el 20 de diciembre de 1758 por nombramiento real de Fernando VI, rey de España. Fue enviado para sustituir a Melchor de Navarrete que había sido transferido a las islas de Filipinas. Previamente fue gobernador de Nicaragua y Comayagua (ambas pertenecientes a la Capitanía General de Guatemala en el virreinato de la Nueva España). También fue gobernador de la Florida. 
Dice Juan Francisco Molina Solís en su Historia de Yucatán durante la dominación española:

(Alonso Fernández de Heredia)...era hombre de mucha maña y destreza en hacer su negocio, y, sin tomarse disgustos por obligar á sus gobernados  á cumplir su deber, dejó á cada cual que viviese como le pluguiera, compuso los asuntos con dinero, y se hizo rico sin crearse enemigos, cosa bien rara en el mundo. Publicó la real cédula que eximió á las mujeres indias de todo tributo, y llevó a cabo varias modificaciones en la muralla de Campeche. Estaba muy contento en Yucatán cuando le llegó el nombramiento de gobernador de Guatemala.

El 6 de mayo de 1761 salió de Yucatán, por Campeche, rumbo al Petén y después a Guatemala, donde llegó poco más de un mes después, para hacerse cargo de su nuevo empleo. Gobernó ahí hasta el 3 de diciembre de 1765. En su honor se le dio nombre a una de las provincias del sur (hoy Costa Rica), la actual Provincia de Heredia. 
Murió el 19 de marzo de 1782 en la ciudad de Guatemala donde fijó su última residencia.